# Уилсон, Бернард
Бернард Уилсон (англ. Bernard Wilson; род. 8 апреля 1962) — гренадский боксёр. Участник летних Олимпийских игр 1984 года.

## Биография
Бернард Уилсон начал заниматься боксом во время учёбы в школе.
В 1982 году участвовал в Играх Центральной Америки и Карибского бассейна в Гаване. Выступал в весовой категории до 71 кг. В четвертьфинале нокаутом в первом раунде проиграл С. Монро с Багамских Островов.
В 1984 году вошёл в состав сборной Гренады на летних Олимпийских играх в Лос-Анджелесе. Выступал в весовой категории до 67 кг. В 1/16 финала победил Роланда Оморуи из Нигерии: судья остановил поединок на второй минуте третьего раунда после удара в голову. В 1/8 финала нокаутом на второй минуте третьего раунда проиграл Весе Коскеле из Швеции. Был знаменосцем сборной Гренады на церемонии открытия Олимпиады.
В 1987 году выступал на Панамериканских играх в Индианаполисе в весовой категории до 67 кг. В 1/8 финала проиграл Кеннету Гулду из США единогласным решением судей — 0:5.